# Svenska Österbotten
Svenska Österbotten är det språkområde längs Finlands västkust som domineras av finlandssvenskar. Särskilt städerna Nykarleby och Närpes samt landskommunerna har en mycket hög andel svenskspråkiga.
Ungefär hälften av de i Finland bosatta finlandssvenskarna bor här.

## Omfattning
Svenska Österbotten innefattar följande kommuner och städer, från norr till söder:
- Karleby stad (före 1977 Gamlakarleby stad och Karleby kommun)
- Larsmo kommun
- Kronoby kommun
- Jakobstads stad
- Pedersöre kommun
- Nykarleby stad
- Vörå kommun
- Korsholms kommun
- Vasa stad
- Malax kommun
- Korsnäs kommun
- Närpes stad
- Kaskö stad
- Kristinestads stad

Svenska Österbotten består i huvudsak av samma kommuner som det nuvarande landskapet Österbotten, men innefattar även Karleby i landskapet Mellersta Österbotten och exkluderar Österbottens finskspråkiga kommun Laihela.